# Stanisław Kiryluk
Stanisław Kiryluk (ur. 18 stycznia 1911 w Ostrówku, zm. 6 października 1997) – polski działacz komunistyczny i partyjny, wojskowy w stopniu pułkownika i dyplomata. I sekretarz Warszawskiego Komitetu Wojewódzkiego PPR (1944–1945) i p.o. I sekretarza Komitetu Wojewódzkiego PPR w Bydgoszczy, w latach 1946–1947 prezes Ligi Morskiej, ambasador Polski w Chinach (1952–1959), Korei Północnej (1952–1954) i Iranie (1964–1969).

## Życiorys
Syn Emila, działacza komunistycznego z powiatu radzyńskiego, i Antoniny. Komunistami zostali także jego siostra i dwóch braci, w tym Aleksander, major MO. Od 1924 działał w grupie pionierskiej, od 1926 w Komunistycznym Związku Młodzieży Polski, zaś od 1932 do 1938 w Komunistycznej Partii Polski. W ramach KZMP był m.in. członkiem komitetu w Radzyniu Podlaskim, Komitetu Okręgowego w Siedlcach i Komitetu Okręgowego na Muranowie, kierował także komitetem KPP w Radzyniu Podlaskim. W 1936 zgłosił się jako ochotnik do walki w Brygadach Międzynarodowych w wojnie domowej w Hiszpanii, jednak został zawrócony na granicy. Przed wybuchem wojny skazany na 4 lata więzienia za działalność komunistyczną.
We wrześniu 1939 opowiedział się po stronie Sowietów i następnie w 1940 przeniósł się do Lwowa. Został skierowany do szkoły oficerów sztabowych Armii Czerwonej w Leningradzie, którą ukończył 14 marca 1943, kolejnego dnia zrzucony do pracy dywersyjno-wywiadowczej w okolicy Białej Podlaskiej. Od 1943 do 1944 służył w Gwardii Ludowej i Armii Ludowej na Lubelszczyźnie (m.in. powiat radzyński i Lasy Parczewskie). Od kwietnia do lipca 1944 pod pseudonimem „Michał” był oficerem ds. specjalnych poruczeń w 1 Batalionie AL im. Jana Hołoda, dowodzonym przez Zbigniewa Stępkę ps. „Mara”, jednocześnie oficer łącznikowy przy ddziale mjr. Josifa Magometa ps. „Mag”.
Od 1942 członek Polskiej Partii Robotniczej, od 1948 Polskiej Zjednoczonej Partii Robotniczej. Od lipca 1944 zaangażowany w działalność partyjną, w tymże roku objął funkcję pełnomocnika Rządu RP ds. reformy rolnej w województwie warszawskim. Od 25 października 1944 do 6 lutego 1945 był I sekretarzem Warszawskiego Komitetu Wojewódzkiego PPR (z siedzibą najpierw w Mińsku Mazowieckim, następnie w Warszawie), na początku lutego 1945 objął tymczasowo analogiczne stanowisko w Komitecie Wojewódzkim (najpierw z siedzibą w Toruniu, a od marca w Bydgoszczy). Z tej funkcji odszedł w czerwcu 1945 wskutek konfliktu z pełnomocnikiem rządu przy dowództwie 2 Frontu Białoruskiego Antonim Alsterem, który został jego następcą.

Pod koniec 1945 powrócił do służby wojskowej. W 1946 wybrany sekretarzem generalnym Ligi Morskiej, zajmował stanowisko do 1947. Od 1948 do 1952 starszy referent (w stopniu pułkownika) w Oddziale II Sztabu Generalnego Wojska Polskiego. Od 1950 do 1952 prezes urzędujący Związku Bojowników o Wolność i Demokrację. Pomiędzy 1952 a 1959 był ambasadorem RP w Chińskiej Republice Ludowej, ponadto do 1954 akredytowanym w Korei Północnej. W latach 1959–1963 pierwszy zastępca dyrektora Polskiego Instytutu Spraw Międzynarodowych, następnie od 1963/4 do 1969 ambasador w Iranie.

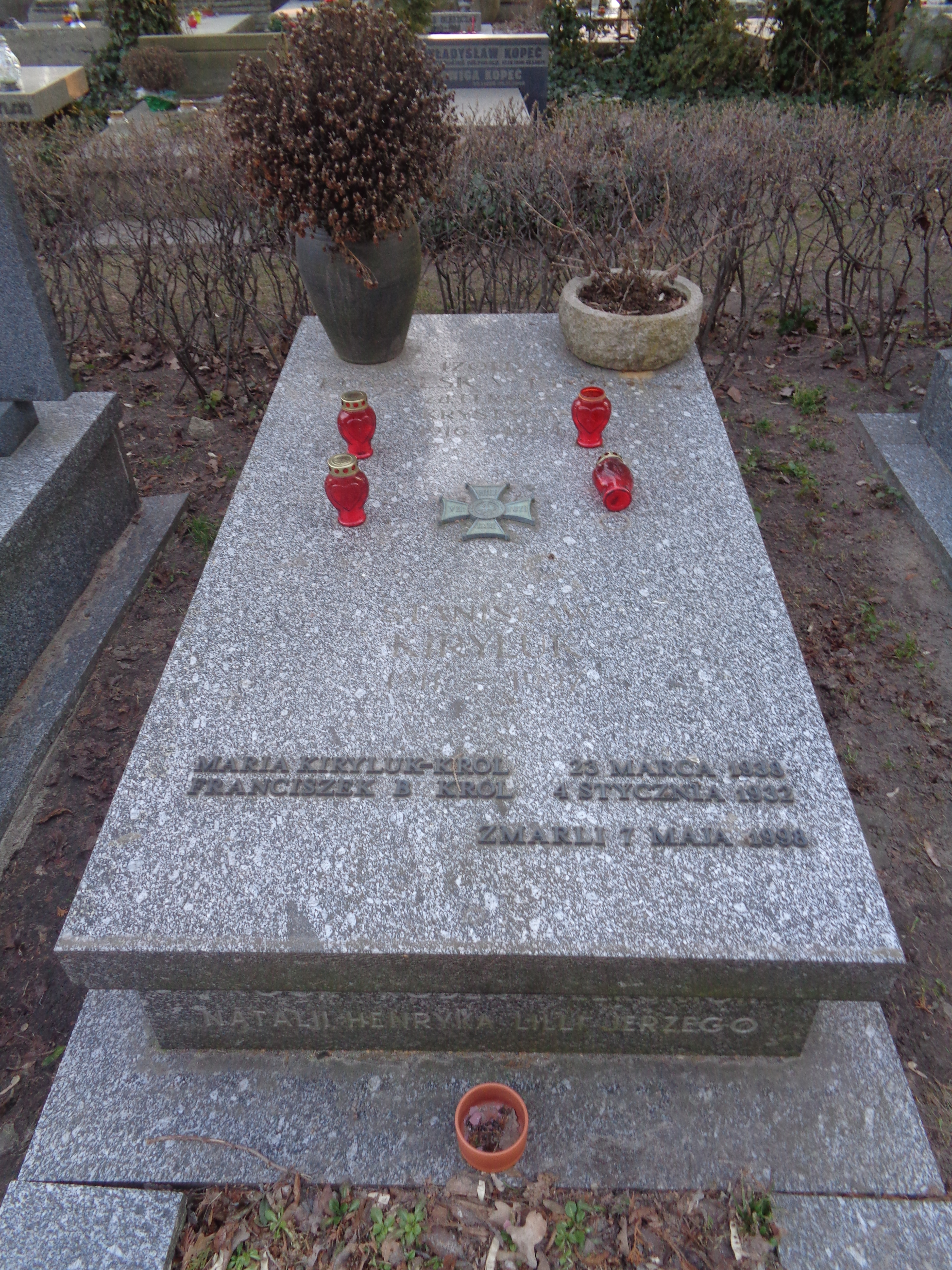
Nagrobek na cmentarzu Wojskowym na Powązkach

## Życie prywatne
Autor prac wspomnieniowych. Od 1948 był żonaty z Izoldą Kowalską-Kiryluk, również działaczką PPR i PZPR. Pochowany na cmentarzu Wojskowym na Powązkach (kwatera A32-tuje-5).

## Ordery i odznaczenia
- Order Flagi Narodowej I stopnia (KRL-D, 1954)[10]